# Список астероїдів (145101—145200)
| Назва               | Тимчасове позначення | Дата відкриття | Місце відкриття                | Відкривач                      |
| ------------------- | -------------------- | -------------- | ------------------------------ | ------------------------------ |
| (145101) 2005 GM88  | 2005 GM88            | 5 квітня 2005  | Обсерваторія Маунт-Леммон      | Обсерваторія Маунт-Леммон      |
| (145102) 2005 GW90  | 2005 GW90            | 6 квітня 2005  | Обсерваторія Кітт-Пік          | Spacewatch                     |
| (145103) 2005 GC96  | 2005 GC96            | 6 квітня 2005  | Обсерваторія Кітт-Пік          | Spacewatch                     |
| (145104) 2005 GU101 | 2005 GU101           | 9 квітня 2005  | Обсерваторія Кітт-Пік          | Spacewatch                     |
| (145105) 2005 GW101 | 2005 GW101           | 9 квітня 2005  | Сокорро (Нью-Мексико)          | LINEAR                         |
| (145106) 2005 GF105 | 2005 GF105           | 10 квітня 2005 | Обсерваторія Кітт-Пік          | Spacewatch                     |
| (145107) 2005 GG105 | 2005 GG105           | 10 квітня 2005 | Обсерваторія Кітт-Пік          | Spacewatch                     |
| (145108) 2005 GB113 | 2005 GB113           | 6 квітня 2005  | Каталінський огляд             | Каталінський огляд             |
| (145109) 2005 GL113 | 2005 GL113           | 9 квітня 2005  | Обсерваторія Маунт-Леммон      | Обсерваторія Маунт-Леммон      |
| (145110) 2005 GF117 | 2005 GF117           | 11 квітня 2005 | Обсерваторія Кітт-Пік          | Spacewatch                     |
| (145111) 2005 GN119 | 2005 GN119           | 9 квітня 2005  | Обсерваторія Сайдинг-Спрінг    | Обсерваторія Сайдинг-Спрінг    |
| (145112) 2005 GK121 | 2005 GK121           | 5 квітня 2005  | Каталінський огляд             | Каталінський огляд             |
| (145113) 2005 GH123 | 2005 GH123           | 6 квітня 2005  | Обсерваторія Кітт-Пік          | Spacewatch                     |
| (145114) 2005 GJ123 | 2005 GJ123           | 6 квітня 2005  | Обсерваторія Кітт-Пік          | Spacewatch                     |
| (145115) 2005 GP124 | 2005 GP124           | 9 квітня 2005  | Каталінський огляд             | Каталінський огляд             |
| (145116) 2005 GT126 | 2005 GT126           | 11 квітня 2005 | Обсерваторія Маунт-Леммон      | Обсерваторія Маунт-Леммон      |
| (145117) 2005 GV129 | 2005 GV129           | 7 квітня 2005  | Обсерваторія Кітт-Пік          | Spacewatch                     |
| (145118) 2005 GJ130 | 2005 GJ130           | 7 квітня 2005  | Обсерваторія Кітт-Пік          | Spacewatch                     |
| (145119) 2005 GS132 | 2005 GS132           | 10 квітня 2005 | Обсерваторія Кітт-Пік          | Spacewatch                     |
| (145120) 2005 GF135 | 2005 GF135           | 10 квітня 2005 | Обсерваторія Маунт-Леммон      | Обсерваторія Маунт-Леммон      |
| (145121) 2005 GC136 | 2005 GC136           | 10 квітня 2005 | Обсерваторія Кітт-Пік          | Spacewatch                     |
| (145122) 2005 GD136 | 2005 GD136           | 10 квітня 2005 | Обсерваторія Кітт-Пік          | Spacewatch                     |
| (145123) 2005 GD139 | 2005 GD139           | 12 квітня 2005 | Сокорро (Нью-Мексико)          | LINEAR                         |
| (145124) 2005 GT139 | 2005 GT139           | 12 квітня 2005 | Обсерваторія Маунт-Леммон      | Обсерваторія Маунт-Леммон      |
| (145125) 2005 GU141 | 2005 GU141           | 9 квітня 2005  | Сокорро (Нью-Мексико)          | LINEAR                         |
| (145126) 2005 GV144 | 2005 GV144           | 11 квітня 2005 | Обсерваторія Маунт-Леммон      | Обсерваторія Маунт-Леммон      |
| (145127) 2005 GL147 | 2005 GL147           | 11 квітня 2005 | Обсерваторія Кітт-Пік          | Spacewatch                     |
| (145128) 2005 GG149 | 2005 GG149           | 11 квітня 2005 | Обсерваторія Кітт-Пік          | Spacewatch                     |
| (145129) 2005 GH150 | 2005 GH150           | 11 квітня 2005 | Обсерваторія Кітт-Пік          | Spacewatch                     |
| (145130) 2005 GF153 | 2005 GF153           | 13 квітня 2005 | Станція Андерсон-Меса          | LONEOS                         |
| (145131) 2005 GM153 | 2005 GM153           | 13 квітня 2005 | Каталінський огляд             | Каталінський огляд             |
| (145132) 2005 GZ157 | 2005 GZ157           | 12 квітня 2005 | Обсерваторія Кітт-Пік          | Spacewatch                     |
| (145133) 2005 GO158 | 2005 GO158           | 12 квітня 2005 | Обсерваторія Кітт-Пік          | Spacewatch                     |
| (145134) 2005 GU160 | 2005 GU160           | 12 квітня 2005 | Обсерваторія Сайдинг-Спрінг    | Обсерваторія Сайдинг-Спрінг    |
| (145135) 2005 GU161 | 2005 GU161           | 13 квітня 2005 | Каталінський огляд             | Каталінський огляд             |
| (145136) 2005 GY161 | 2005 GY161           | 14 квітня 2005 | Каталінський огляд             | Каталінський огляд             |
| (145137) 2005 GW162 | 2005 GW162           | 13 квітня 2005 | Каталінський огляд             | Каталінський огляд             |
| (145138) 2005 GB163 | 2005 GB163           | 4 квітня 2005  | Обсерваторія Маунт-Леммон      | Обсерваторія Маунт-Леммон      |
| (145139) 2005 GV165 | 2005 GV165           | 11 квітня 2005 | Станція Андерсон-Меса          | LONEOS                         |
| (145140) 2005 GV167 | 2005 GV167           | 11 квітня 2005 | Обсерваторія Маунт-Леммон      | Обсерваторія Маунт-Леммон      |
| (145141) 2005 GF168 | 2005 GF168           | 11 квітня 2005 | Обсерваторія Маунт-Леммон      | Обсерваторія Маунт-Леммон      |
| (145142) 2005 GX168 | 2005 GX168           | 12 квітня 2005 | Обсерваторія Кітт-Пік          | Spacewatch                     |
| (145143) 2005 GL170 | 2005 GL170           | 12 квітня 2005 | Сокорро (Нью-Мексико)          | LINEAR                         |
| (145144) 2005 GU171 | 2005 GU171           | 12 квітня 2005 | Обсерваторія Сайдинг-Спрінг    | Обсерваторія Сайдинг-Спрінг    |
| (145145) 2005 GV171 | 2005 GV171           | 13 квітня 2005 | Станція Андерсон-Меса          | LONEOS                         |
| (145146) 2005 GC172 | 2005 GC172           | 14 квітня 2005 | Обсерваторія Кітт-Пік          | Spacewatch                     |
| (145147) 2005 GD175 | 2005 GD175           | 14 квітня 2005 | Каталінський огляд             | Каталінський огляд             |
| (145148) 2005 GR176 | 2005 GR176           | 14 квітня 2005 | Обсерваторія Кітт-Пік          | Spacewatch                     |
| (145149) 2005 GX177 | 2005 GX177           | 15 квітня 2005 | Обсерваторія Кітт-Пік          | Spacewatch                     |
| (145150) 2005 GX178 | 2005 GX178           | 15 квітня 2005 | Обсерваторія Сайдинг-Спрінг    | Обсерваторія Сайдинг-Спрінг    |
| (145151) 2005 GH179 | 2005 GH179           | 13 квітня 2005 | Каталінський огляд             | Каталінський огляд             |
| (145152) 2005 GS181 | 2005 GS181           | 12 квітня 2005 | Обсерваторія Кітт-Пік          | Spacewatch                     |
| (145153) 2005 GJ182 | 2005 GJ182           | 15 квітня 2005 | Станція Андерсон-Меса          | LONEOS                         |
| (145154) 2005 GD201 | 2005 GD201           | 4 квітня 2005  | Обсерваторія Маунт-Леммон      | Обсерваторія Маунт-Леммон      |
| (145155) 2005 HD    | 2005 HD              | 16 квітня 2005 | Обсерваторія Корделла-Лоуренса | Обсерваторія Корделла-Лоуренса |
| (145156) 2005 HO    | 2005 HO              | 16 квітня 2005 | Обсерваторія Кітт-Пік          | Spacewatch                     |
| (145157) 2005 HY1   | 2005 HY1             | 16 квітня 2005 | Обсерваторія Кітт-Пік          | Spacewatch                     |
| (145158) 2005 HU3   | 2005 HU3             | 28 квітня 2005 | Обсерваторія RAS               | Ендрю Лов                      |
| (145159) 2005 HM4   | 2005 HM4             | 27 квітня 2005 | Станція Кампо Імператоре       | CINEOS                         |
| (145160) 2005 HY4   | 2005 HY4             | 30 квітня 2005 | Обсерваторія Кітт-Пік          | Spacewatch                     |
| (145161) 2005 HZ4   | 2005 HZ4             | 30 квітня 2005 | Обсерваторія Кітт-Пік          | Spacewatch                     |
| (145162) 2005 HG5   | 2005 HG5             | 30 квітня 2005 | Обсерваторія Кітт-Пік          | Spacewatch                     |
| (145163) 2005 HT6   | 2005 HT6             | 28 квітня 2005 | Обсерваторія Сайдинг-Спрінг    | Обсерваторія Сайдинг-Спрінг    |
| (145164) 2005 HA7   | 2005 HA7             | 30 квітня 2005 | Обсерваторія Сайдинг-Спрінг    | Обсерваторія Сайдинг-Спрінг    |
| (145165) 2005 HS7   | 2005 HS7             | 30 квітня 2005 | Обсерваторія Кітт-Пік          | Spacewatch                     |
| (145166) 2005 JL    | 2005 JL              | 3 травня 2005  | Обсерваторія Столова Гора      | Дж. Янґ                        |
| (145167) 2005 JF1   | 2005 JF1             | 3 травня 2005  | Сокорро (Нью-Мексико)          | LINEAR                         |
| (145168) 2005 JD3   | 2005 JD3             | 3 травня 2005  | Каталінський огляд             | Каталінський огляд             |
| (145169) 2005 JF3   | 2005 JF3             | 3 травня 2005  | Каталінський огляд             | Каталінський огляд             |
| (145170) 2005 JL3   | 2005 JL3             | 5 травня 2005  | Паломарська обсерваторія       | NEAT                           |
| (145171) 2005 JV3   | 2005 JV3             | 2 травня 2005  | Обсерваторія Кітт-Пік          | Spacewatch                     |
| (145172) 2005 JX3   | 2005 JX3             | 2 травня 2005  | Обсерваторія Кітт-Пік          | Spacewatch                     |
| (145173) 2005 JX4   | 2005 JX4             | 4 травня 2005  | Обсерваторія Кітт-Пік          | Spacewatch                     |
| (145174) 2005 JC5   | 2005 JC5             | 4 травня 2005  | Каталінський огляд             | Каталінський огляд             |
| (145175) 2005 JF5   | 2005 JF5             | 4 травня 2005  | Обсерваторія Кітт-Пік          | Spacewatch                     |
| (145176) 2005 JJ5   | 2005 JJ5             | 2 травня 2005  | Обсерваторія Кітт-Пік          | Spacewatch                     |
| (145177) 2005 JX13  | 2005 JX13            | 1 травня 2005  | Паломарська обсерваторія       | NEAT                           |
| (145178) 2005 JN14  | 2005 JN14            | 1 травня 2005  | Паломарська обсерваторія       | NEAT                           |
| (145179) 2005 JB16  | 2005 JB16            | 3 травня 2005  | Сокорро (Нью-Мексико)          | LINEAR                         |
| (145180) 2005 JA20  | 2005 JA20            | 4 травня 2005  | Каталінський огляд             | Каталінський огляд             |
| (145181) 2005 JK20  | 2005 JK20            | 4 травня 2005  | Каталінський огляд             | Каталінський огляд             |
| (145182) 2005 JT20  | 2005 JT20            | 4 травня 2005  | Каталінський огляд             | Каталінський огляд             |
| (145183) 2005 JD21  | 2005 JD21            | 4 травня 2005  | Каталінський огляд             | Каталінський огляд             |
| (145184) 2005 JK21  | 2005 JK21            | 4 травня 2005  | Обсерваторія Сайдинг-Спрінг    | Обсерваторія Сайдинг-Спрінг    |
| (145185) 2005 JP21  | 2005 JP21            | 4 травня 2005  | Обсерваторія Сайдинг-Спрінг    | Обсерваторія Сайдинг-Спрінг    |
| (145186) 2005 JQ21  | 2005 JQ21            | 4 травня 2005  | Обсерваторія Сайдинг-Спрінг    | Обсерваторія Сайдинг-Спрінг    |
| (145187) 2005 JW22  | 2005 JW22            | 1 травня 2005  | Обсерваторія Сайдинг-Спрінг    | Обсерваторія Сайдинг-Спрінг    |
| (145188) 2005 JJ24  | 2005 JJ24            | 3 травня 2005  | Обсерваторія Кітт-Пік          | Spacewatch                     |
| (145189) 2005 JM24  | 2005 JM24            | 3 травня 2005  | Обсерваторія Кітт-Пік          | Spacewatch                     |
| (145190) 2005 JR26  | 2005 JR26            | 3 травня 2005  | Обсерваторія Кітт-Пік          | Spacewatch                     |
| (145191) 2005 JG27  | 2005 JG27            | 3 травня 2005  | Сокорро (Нью-Мексико)          | LINEAR                         |
| (145192) 2005 JO27  | 2005 JO27            | 3 травня 2005  | Сокорро (Нью-Мексико)          | LINEAR                         |
| (145193) 2005 JL29  | 2005 JL29            | 3 травня 2005  | Каталінський огляд             | Каталінський огляд             |
| (145194) 2005 JM29  | 2005 JM29            | 3 травня 2005  | Каталінський огляд             | Каталінський огляд             |
| (145195) 2005 JM30  | 2005 JM30            | 4 травня 2005  | Обсерваторія Кітт-Пік          | Spacewatch                     |
| (145196) 2005 JX31  | 2005 JX31            | 4 травня 2005  | Станція Андерсон-Меса          | LONEOS                         |
| (145197) 2005 JY31  | 2005 JY31            | 4 травня 2005  | Обсерваторія Маунт-Леммон      | Обсерваторія Маунт-Леммон      |
| (145198) 2005 JP32  | 2005 JP32            | 4 травня 2005  | Сокорро (Нью-Мексико)          | LINEAR                         |
| (145199) 2005 JQ32  | 2005 JQ32            | 4 травня 2005  | Сокорро (Нью-Мексико)          | LINEAR                         |
| (145200) 2005 JR32  | 2005 JR32            | 4 травня 2005  | Сокорро (Нью-Мексико)          | LINEAR                         |